# NGC 5731
NGC 5731 је спирална галаксија у сазвежђу Волар која се налази на NGC листи објеката дубоког неба.
Деклинација објекта је + 42° 46' 45" а ректасцензија 14h 40m 9,3s. Привидна величина (магнитуда) објекта NGC 5731 износи 13,3 а фотографска магнитуда 14,1. NGC 5731 је још познат и под ознакама IC 1045, UGC 9460, MCG 7-30-47, CGCG 220-45, KCPG 430B, IRAS 14382+4259, PGC 52409.